# Убийство, совершённое в состоянии аффекта
Убийство, совершённое в состоянии аффекта — преступление, в котором объектом преступления является жизнь человека. Объективная сторона преступления выражается в состоянии аффекта, вызванном эмоциональной вспышкой высокой степени вследствие насилия, издевательства или тяжкого оскорбления со стороны потерпевшего либо иных противоправных или аморальных действий (бездействия) потерпевшего, а равно длительной психотравмирующей ситуацией, возникшей в связи с систематическим противоправным или аморальным поведением потерпевшего, либо связанных с ним лиц. Неправомерные действия потерпевшего могут быть совершены как в отношении виновного, так и его близких.

## Общий обзор
Исторически к убийствам, в которых эмоциональное состояние убийцы увязывалось с поступками жертвы, относили прежде всего убийства на почве супружеской неверности. Римское право дозволяло убийство за супружескую измену
Смягчение наказания за убийство «хотя и не случайно, но в запальчивости или раздражении, и особенно когда раздражение было вызвано насильственными действиями или тяжким оскорблением со стороны убитого» предусматривало уже Уложение о наказаниях уголовных и исправительных Российской империи 1845 года.
В соответствии с Законом об убийстве Англии 1957 года к «простым умышленным убийствам», которые совершены при смягчающих обстоятельствах, следует относить убийства, в которых «обвиняемый был спровоцирован на убийство, или нанесенные ему оскорбления были рассчитаны на то, чтобы лишить «разумного человека» способности контролировать свои действия». В 2009 году понятие «провокации» сменило понятие «потеря контроля». 
В законодательстве США также существует такое понятие, как «простое умышленное убийство», которое следует понимать как убийство при смягчающих обстоятельствах, при этом оно совершается «в состоянии чрезвычайно сильного душевного волнения, которое не исключает вменяемости и может быть вызванного умышленной, целенаправленной провокацией» (например, ст. 125.27 Уголовного кодекса штата Нью-Йорк). В Примерном Уголовном кодексе США для убийств предусмотрены четыре разных термина, один из которых — manslaughter — частично соотносится с  убийством в состоянии аффекта. К нему относят, в частности, убийства, совершенные «под влиянием крайнего психического или эмоционального волнения, для которого есть разумное объяснение или извинение». К подобным ситуациям, как правило, относятся обоюдная драка, проникновение в жилище с угрозой для жизни и супружеская измена. 
Уголовный кодекс ФРГ также предусматривает смягчение наказания, «если тот, кто совершил убийство, при отсутствии вины с его стороны, был приведен в ярость жестоким обращением с ним или с его родственником или тяжким оскорблением со стороны убитого человека и совершил деяние на месте, где он был спровоцирован…»
В Новой Зеландии в 2009 году обвиняемых лишили права ссылаться на провокацию жертвы. Это произошло после резонансного убийства в Данидине, когда преподаватель университета убил расставшуюся с ним студентку 216 ударами ножа, а затем  пытался объяснить свои действия эмоциональным состоянием после сложных отношений.

## В современной России
В соответствии со статьёй 107 УК РФ убийство, совершённое в состоянии внезапно возникшего сильного душевного волнения (аффекта), вызванного насилием, издевательством или тяжким оскорблением со стороны потерпевшего либо иными противоправными или аморальными действиями (бездействием) потерпевшего, а равно длительной психотравмирующей ситуацией, возникшей в связи с систематическим противоправным или аморальным поведением потерпевшего, наказывается ограничением свободы на срок до трёх лет или лишением свободы на тот же срок.
Убийство двух или более лиц, совершённое в состоянии аффекта, наказывается лишением свободы на срок до пяти лет.
В большинстве случаев суды назначают ограничение свободы, исправительные работы и — крайне редко — условные сроки лишения свободы.

## Аффект и другие состояния
Не следует, однако, путать состояние аффекта с другими критическими состояниями человека, вызванными употреблением алкогольных напитков или наркотических веществ. Убийство в состоянии аффекта смягчает вину, а убийство в состоянии опьянения — нет, а в некоторых странах даже отягчает.